# Den kobylek
Den kobylek (v anglickém originále The Day of the Locust) je americké filmové drama z roku 1975 natočené britským režisérem Johnem Schlesingerem. Scenárista Waldo Salt adaptoval stejnojmenný román Nathanaela Westa z roku 1939. Film měl svou premiéru v předvečer třicátého výročí ukončení 2. světové války 7. května 1975 v hollywoodském kině Cinema 1.

## Děj
Příběh se odehrává v Hollywoodu v roce 1939. Sleduje naděje, touhy a marné iluze tří hlavních aktérů. Slibně stoupá kariéra mladého filmaře Toda Hacketta (William Atherton), který se neprosadil jako malíř, ale stává se úspěšným filmovým výtvarníkem a scénografem. Nešťastně se zamiluje do sousedky, začínající herečky Faye Greenerové (Karen Blacková), která se svým otcem – bývalým  komediantem a nyní podomním obchodníkem – žije jako komparsistka v bídě. Tod z ní chce udělat hvězdu, a je odmítán. Smyslnou Faye víc přitahují potulní Cikáni organizující kohoutí zápasy, ale hledá výhradně sňatek s boháčem. Po otcově smrti se provdá za dobrosrdečného bohatého účetního Homera Simpsona (Donald Sutherland), který ji miluje a zaplatí jí studium herectví, ale ona manželovým přístupem k životu opovrhuje. Film končí premiérou filmu, ve kterém Faye hraje. Promítání se koná v Graumanově čínském divadle, kde Homer Simpson vyvolá hněv a paniku, v nastalé vřavě je davem zabit. Tak se naplní apokalyptická vize ničivého hejna kobylek, symbol agresivní síly lidí na počátku 2. světové války.

## Postavy a obsazení
| Donald Sutherland  | Homer Simpson            |
| Karen Blacková     | Faye Greenerová          |
| Burgess Meredith   | Harry Greener, otec Faye |
| William Atherton   | Tod Hackett              |
| Geraldine Page     | Velká sestra             |
| Richard A. Dysart  | Claude Estee             |
| Bo Hopkins         | Earle Shoop              |
| Pepe Serna         | Miguel                   |
| Lelia Goldoniová   | Mary Doveová             |
| Jackie Haleyová    | Adore                    |
| Billy Barty        | Abe Kusich               |
| Gloria Le Roy      | slečna Loomisová         |
| Natalie Schaferová | Audrey Jemmingsová       |
| Jane Hoffmanová    | slečna Odieshová         |
| Paul Stewart       | Helverston               |
| John Hillerman     | Ned Grote                |
| Paul Jabara        | bavič v nočním klubu     |

## Ocenění
Ann Rothová získala za kostýmy k filmu cenu BAFTA a nominováni byli také Richard Macdonald za nejlepší výpravu a Burgess Meredith jako nejlepší herec ve vedlejší roli. Meredith byl ve stejné kategorii nominován také na Zlatý glóbus a spolu s ním i Karen Blacková za nejlepší ženský herecký výkon v dramatu. Nominace Burgesse Mereditha se opakovala i u ocenění Filmové akademie, která nominovala také kameramana Conrada Halla. Národní rada filmových kritiků snímek vybrala mezi nejlepších 10 filmů roku 1975.

## České uvedení
Do českých kin byl snímek uveden v červnu 1978. Později, v roce 1987 připravila české znění snímku Československá televize v režii Zdeňka Coufala a s překladem Jaromíra Kvapila. Donalda Sutherlanda v roli Homera Simpsona tehdy namluvil Jan Schánilec, Karen Blackovou Soňa Dvořáková, Williama Athertona Viktor Preiss, Burgesse Mereditha Stanislav Fišer a Geraldine Page Jiřina Bohdalová. Pro obnovené uvedení na obrazovkách od 2. prosince 2008 pak provedla Česká televize částečné dodabování v režii Jiřího F. Svobody.